# Catherine Raney
Catherine Raney (Elm Grove (Wisconsin), 20 juni 1980) is een voormalig Amerikaans langebaanschaatsster. Ze woont in de Duitse stad Grefrath, samen met haar vriend, de Duitse schaatser Christian Breuer.

## Biografie
Raney was tijdens de Winterspelen van Nagano in 1998 pupil van Gerard Kemkers, maar leerde langebaanschaatsen van Diane Howe. Ze nam van 1999 tot en met 2008 tien keer deel aan het Continentaal Kampioenschap van Noord-Amerika & Oceanië (het kwalificatietoernooi voor de WK Allround). Op het CK van 2002 werd ze tweede, op het CK van 2004 werd ze derde, de prestatie die ze evenaarde op het CK van 2006. Ze nam zeven keer deel aan een WK Allroundtoernooi. Op de toernooien van 2003, 2004 en 2006 eindigde ze in de top tien. Ze behaalde, tot nu toe, nog geen enkele afstandmedaille op dit kampioenschap.
Haar laatste internationale wedstrijden reed ze op de Olympische Winterspelen in 2010.

## Persoonlijke records
| Afstand      | Tijd      | Datum            | Baan           |
| ------------ | --------- | ---------------- | -------------- |
| 500 meter    | 40,51     | 27 december 2005 | Salt Lake City |
| 1000 meter   | 1.18,11   | 9 december 2006  | Salt Lake City |
| 1500 meter   | 1.57,34   | 20 november 2005 | Salt Lake City |
| 3000 meter   | 0 4.01,98 | 28 december 2005 | Salt Lake City |
| 5000 meter   | 0 6.56,92 | 31 december 2005 | Salt Lake City |
| 10.000 meter | 14.56,12  | 11 maart 2005    | Calgary        |

## Resultaten
| Jaar | CK N-Amerika | WK Allround | WK Afstanden                         | Olympische Spelen                             | WK Junioren |
| ---- | ------------ | ----------- | ------------------------------------ | --------------------------------------------- | ----------- |
| 1997 |              |             |                                      |                                               | NC20        |
| 1998 |              |             | 9e 3000m                             | 22e 3000m                                     | Zilver      |
| 1999 | 5e           | NC21        | 21e 1500m 15e 3000m                  |                                               | 10e         |
| 2000 | 9e           |             | 14e 1500m 21e 3000m 14e 5000m        |                                               |             |
| 2001 | 7e           |             | 19e 3000m 14e 5000m                  |                                               |             |
| 2002 | Zilver       | NC23        |                                      | 13e 3000m 9e 5000m                            |             |
| 2003 | 4e           | 8e          | 5e 3000m 5e 5000m                    |                                               |             |
| 2004 | Brons        | 12e         | 12e 1500m 7e 3000m 6e 5000m          |                                               |             |
| 2005 | 6e           |             | 14e 3000m 14e 5000m                  |                                               |             |
| 2006 | Brons        | 12e         |                                      | 18e 1500m 11e 3000m 7e 5000m 5e achtervolging |             |
| 2007 | 4e           | NC20        | 12e 1500m 12e 3000m 9e 5000m         |                                               |             |
| 2008 | 5e           | NC22        | 12e 3000m 11e 5000m 5e achtervolging |                                               |             |
| 2009 |              |             | 13e 3000m 13e 5000m 6e achtervolging |                                               |             |
| 2010 |              |             |                                      | 31e 1500m 17e 3000m 4e achtervolging          |             |

## Wereldrecords
| Nr. | Afstand | Tijd    | Datum         | Baan    |
| --- | ------- | ------- | ------------- | ------- |
| jr1 | 3000 m  | 4.11,83 | 27 maart 1998 | Calgary |
| jr2 | 1500 m  | 2.00,37 | 20 maart 1999 | Calgary |